# Kalkovenbos
Het Kalkovenbos is een bosgebied aan de Kalkhoveberg in de Vlaamse Ardennen in Zuid-Oost-Vlaanderen (België). Het Kalkovenbos sluit aan op het reservaat Kalkoven van 1,28 hectare dat wordt beheerd door Natuurpunt. Het heuvelende loofbos ligt op het grondgebied van de gemeente Kluisbergen. In het bos leeft vermiljoenkever en groeien bittere veldkers, reuzenpaardenstaart en voorjaarsbloeiers zoals wilde hyacint, bosanemoon en kleine maagdenpalm.

## Afbeeldingen

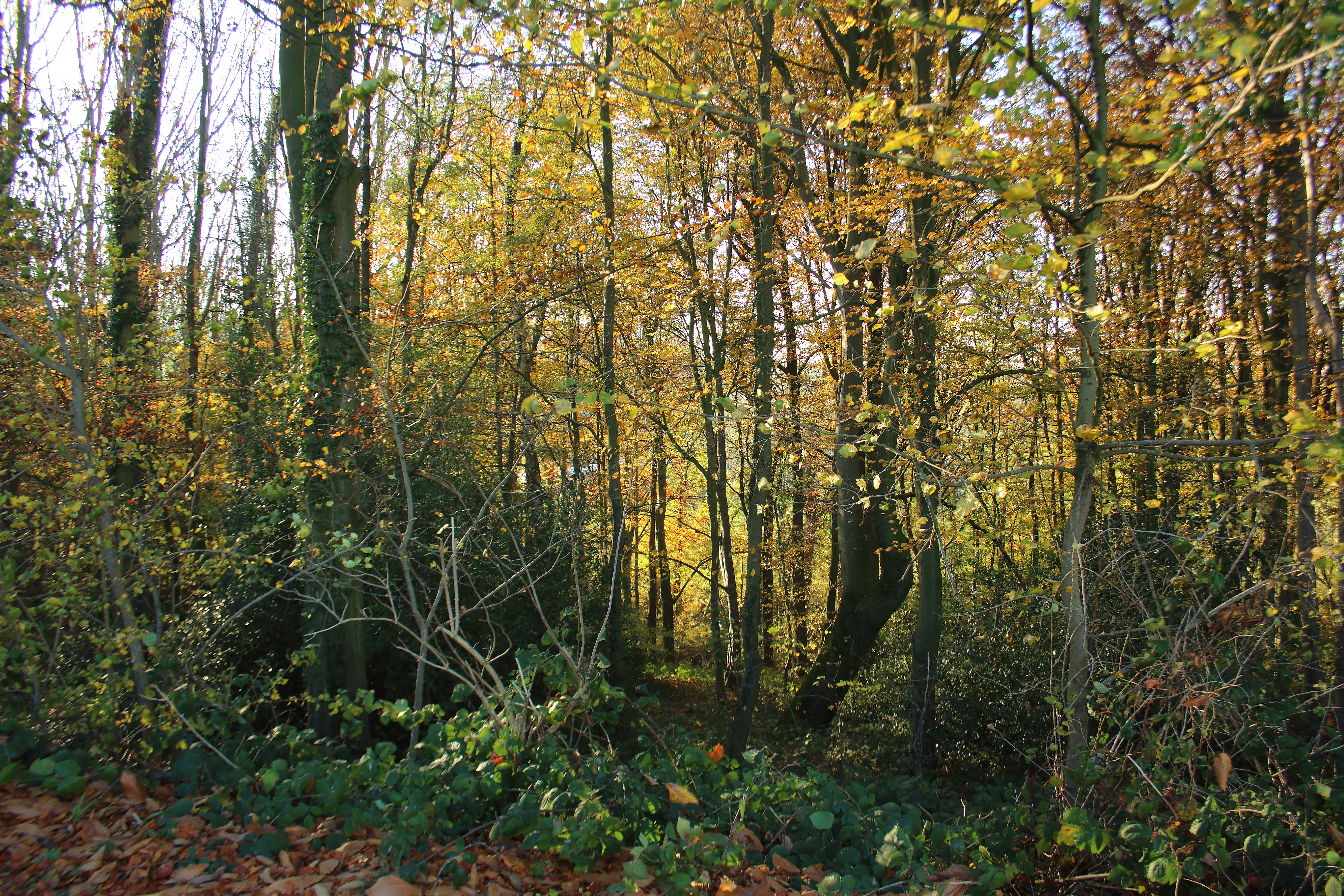
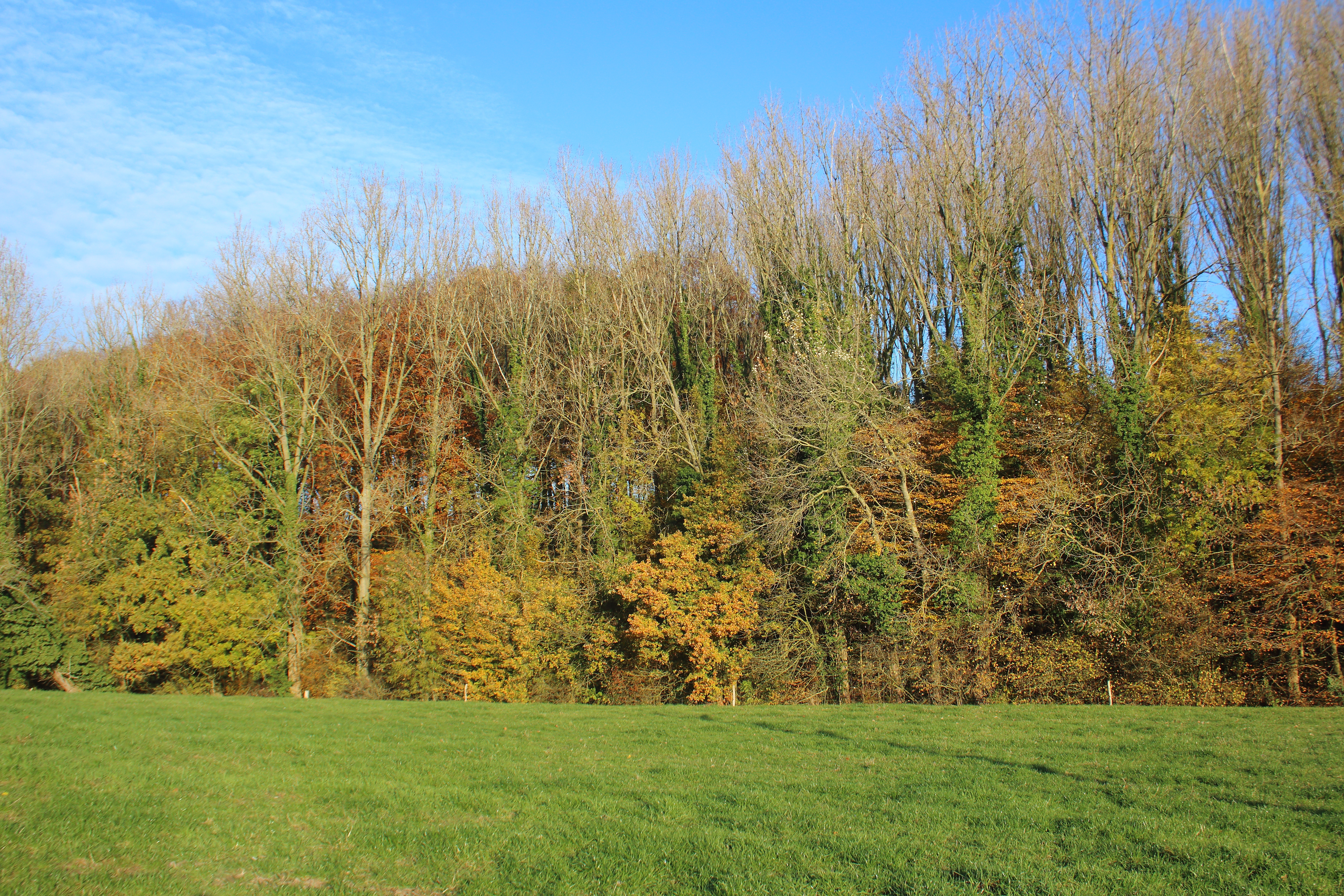